# Titularerzbistum Cyzicus
Cyzicus (ital.: Cizico) ist ein Titularerzbistum der römisch-katholischen Kirche. 
Es geht zurück auf einen untergegangenen Erzbischofssitz in der antiken Stadt Kyzikos in der kleinasiatischen Landschaft Mysien auf der asiatischen Seite der Dardanellen. 
| Titularerzbischöfe von Cyzicus |                                  |                                                        |                   |                    |
| Nr.                            | Name                             | Amt                                                    | von               | bis                |
| 1                              | John Baptist Lamy                | emeritierter Erzbischof von Santa Fe (USA)             | 18. August 1885   | 13. Februar 1888   |
| 2                              | William Benedict Scarisbrick OSB | emeritierter Bischof von Port-Louis (Mauritius)        | 8. September 1888 | 7. Mai 1908        |
| 3                              | José María Cázares y Martínez    | emeritierter Bischof von Zamora (Mexiko)               | 29. April 1908    | 31. März 1909      |
| 4                              | Johannes Fidelis Battaglia       | emeritierter Bischof von Chur (Schweiz)                | 3. Juli 1909      | 10. September 1913 |
| 5                              | Simeón Pereira y Castellón       | emeritierter Bischof von León en Nicaragua (Nicaragua) | 2. Dezember 1913  | 29. Januar 1921    |
| 6                              | Giacomo Sereggi                  | emeritierter Erzbischof von Shkodra (Albanien)         | 14. Oktober 1921  | 11. April 1922     |
| 7                              | Antal Papp                       | Exarch von Miskolc (Ungarn)                            | 14. Juli 1924     | 24. Dezember 1945  |
| 8                              | Manuel Marilla Ferreira da Silva | emeritierter Weihbischof in Goa e Damão (Indien)       | 29. Mai 1949      | 23. November 1974  |